# 出雲エネルギーセンター
出雲エネルギーセンター（いずもエネルギーセンター）は島根県出雲市芦渡町にある可燃ごみ処理施設。出雲市、大田市など計14市町村の可燃ごみの処理を行う。2001年（平成13年）2月に工事に着手。
施工は日立製作所・バブコック日立JVで、
過去にトラブル続きで、工期を2回延ばしたことがある。
ガス化溶融炉を用いたシステムは「紙類」と「ビニール類」を同一ゴミとして出せる（ダイオキシン対策万全）システムだったが、市民に「どんなゴミでも一緒に出せる」と誤った情報が流れ、フライパンやゴルフクラブ等々の金属系ゴミが処理工程中のシュレッダーを破損させたことが一つの要因。
当初の引渡しは2003年の6月の予定であったが、重なるトラブルによって、10月26日に市に引き渡された。トラブルの間に処理できないまま滞留されたごみの量は9,000ｔ以上に及び、このごみは島根県内の他、鳥取県、三重県の施設において処理された。処理に要した一切の経費は日立JV側が負担している。

## 特徴
ゴミを燃やし、発電も行うガス化溶融システムを採用した最新式。
総事業費：98億6400万円